# كتاب الأمانات والاعتقادات
كتاب الأمانات والاعتقادات (بالحروف اللاتينية: Kitāb al-Amānāt wa l-Iʿtiqādāt) هو كتاب من تأليف سعيد الفيومي المعروف باسم سعديا غون (اكتمل عام 933) وهو أول عرض منهجي وأساس فلسفي للدوغمائية اليهودية.
كُتب هذا العمل باللهجة العربية اليهودية وبحروف عبرية مع اقتباسات من التوراة. وجرت أول ترجمة عبرية له في عام 1186 من قبل يهوذا بن ساول بن تيبون، بعنوان Emunot Ve-Deot (بالعبرية: אמונות ודעות). ونُشرت ترجمة كاملة إلى الإنجليزية من قبل صموئيل روزنبلات في عام 1948.
بدأ العمل بمقدمة ويتكون من عشرة فصول؛ وقد اكتمل في عام  933.

## المقدمة والمدخل
كُتب العمل بشكل أساسي كدفاع عن اليهودية الحاخامية ضد آراء اليهودية القرائية التي ترفض القانون الشفوي (المشناه والتلمود).
تحدث سعديا في مقدمته التفصيلية عن الأسباب التي دفعته إلى تأليف هذا الكتاب. وعن حزن قلبه حين رأى الارتباك فيما يتعلق بأمور الدين الذي ساد بين معاصريه، فوجد معتقدًا غير ذكي ووجهات نظر غير مستنيرة موجودة بين الذين اعتنقوا اليهودية، بينما الذين أنكروا العقيدة تبجحوا بأخطائهم. وقد غرق الرجال في بحر الشك وغمرتهم موجات الضلال الروحي ولم يكن هناك من يساعدهم. حتى شعر سعديا بأنه من واجبه أن ينقذهم من أنفسهم من خلال تقوية إيمان المؤمنين وإزالة مخاوف الغارقين في الشك.
بعد عرض عام لأسباب عدم اليقين والشك، وجوهر الإيمان، يصف سعديا المصادر الطبيعية الثلاثة للمعرفة: وهي تصورات الحواس، ونور العقل، والضرورة المنطقية، وكذلك المصدر الرابع للمعرفة التي يمتلكها الذين يتقون الله، وهي «الوحي الحقيقي» الوارد في الكتاب المقدس. ويوضح أن الإيمان بتعاليم الوحي لا يستبعد البحث المستقل عن المعرفة، بل إن التكهنات في الموضوعات الدينية تسعى بدلاً من ذلك إلى إثبات صحة التعاليم التي وردت من الأنبياء ودحض الهجمات على العقيدة الموحاة، والتي يجب أن تظهر من خلال التحقق الفلسفي ومستوى المعرفة الفعلية.

## المحتويات
في القسمين الأولين يناقش سعديا المشاكل الميتافيزيقية لخلق العالم (أولاً) ووحدة الخالق (ثانياً)؛ في الأقسام التالية يناقش الوحي (ثالثًا) ومذاهب الإيمان القائمة على العدالة الإلهية، بما في ذلك الطاعة والعصيان (رابعًا)، وكذلك الجدارة والعيوب (خامسًا). والأمور التي ترتبط ارتباطًا وثيقًا بهذه الأقسام والتي تدرس الروح والموت (سادسًا)، وقيامة الموتى (سابعًا)، والذي يشكل جزءًا من نظرية الفداء المسيحي (ثامنًا)، ويختتم العمل بقسم عن المكافآت والعقوبات في الحياة المستقبلية (تاسعًا). ويعتبر القسم العاشر حول أفضل نمط حياة للبشرية في هذا العالم ملحقًا، لأن تحذيراته للسلوك الأخلاقي تكمل النصائح حول الفكر الصحيح والعقيدة الصحيحة الواردة في متن الكتاب الرئيسي.
أهم النقاط الواردة في الأقسام الفردية هي كما يلي:

### القسم الأول: خلق العالم
في عقيدة خلق العالم يقدم سعديا أربعة براهين؛ ثلاثة منها تُظهر تأثير الفلسفة الأرسطية، والتي يمكن تتبعها أيضًا في مكان آخر في كتابات هذا المؤلف. وبعد أن قادته براهينه العقلانية إلى استنتاج مفاده أن العالم قد خلق من العدم، ويشرع في قول ودحض اثنتي عشرة نظرية عن أصل العالم. ويقدم هذا الجزء من القسم الأول نظرة ثاقبة مثيرة للاهتمام حول معرفة سعديا بالفلاسفة اليونانيين، والتي ربما اشتقها من قراءة أرسطو. وفي نهاية القسم يدحض سعديا بعض الاعتراضات على عقيدة الخلق اليهودية، لا سيما تلك التي تنطلق من مفاهيم الزمان والمكان.

### القسم الثاني: وحدة الخالق
تستهل نظرية الإله من خلال تطوير وجهة النظر القائلة إن المعرفة البشرية تنشأ بالدرجات من أبسط الانطباعات الحسية إلى أدق المفاهيم؛ حتى أن فكرة الإله التي تتخطى كل المعارف الأخرى في الدقة هي في حد ذاتها دليل على صدقها. ومفهوم الإله كخالق ينطوي بالضرورة على صفات الحياة والقوة والمعرفة. وبنفس الطريقة يوضح مفهوم الخالق وحدة الإله. ومن أجل هذا الرأي قدم سعديا ثلاثة أدلة مباشرة وثلاثة أدلة غير مباشرة، ويتمثل الدليل الأخير في إثبات أن الثنائية مجرد عبثية. انظر اللاهوت السلبي والتبسيط الإلهي.
تأسست أطروحة الوحدة المطلقة مع الإله من خلال دحض عقيدة الثالوث المسيحية، والتي نشأت في رأي سعديا من سوء تفسير صفات الله الثلاث التي سبق تسميتها: الحياة، والقوة، والمعرفة. ويرتبط تفنيد عقيدة الثالوث الأقدس بخطوط عامة للنظريات المختلفة التي تحترم شخص يسوع والتي تكشف عن معرفة دقيقة بالخلافات المسيحية. انظر مبادئ الإيمان اليهودية: الوحدة الإلهية.
لإتاحة فهم مفهوم التوحيد بكل نقاوته، ولتحرير أقوال الكتاب المقدس من التناقضات الظاهرة لروحانية فكرة الإله المطلقة، يفسر سعديا كل الصعوبات التي ينطوي عليها الكتاب المقدس والتي تؤثر على تلك المشكلة، باستخدام مخطط الفئات الأرسطية العشر، والتي لا يمكن تطبيق أي منها على الإله، كما يوضح الكاتب. وفي ختام هذا القسم يصور المؤلف بشعور ديني عميق العلاقة بالإله التي تحافظ عليها الروح البشرية عندما تتخللها المعرفة الحقيقية للإله.

### القسم الثالث: الوحي والوصايا
لقد أُعطيت الميتزفة «الوصايا الإلهية» التي كُشفت في التوراة للإنسان بفضل نعمة الإله كوسيلة لتحقيق أعلى نعمة. ووفقًا لتصنيف اقترضه سعديا من المعتزلة ولكن استنادًا إلى وجهة نظر يهودية أساسًا، فإن الوصايا مقسمة إلى الوحي والعقل، على الرغم من أنه يمكن تفسير الوحي أيضًا بشكل عقلاني، كما هو موضح في العديد من الأمثلة. وفي استطراد يهاجم سعديا رأي طائفة البراهميين الهندوسية بأن الإنسان لا يحتاج إلى أنبياء، ويقدم روايته عن النبوة واعتذاره للأنبياء. ويتبع ذلك أطروحات حول المحتوى الأساسي للكتاب المقدس ومصداقية التقليد الكتابي، ودحض مفصل للرأي المسيحي والإسلامي القائل إن الشريعة التي أنزلت في إسرائيل قد ألغيت، ومن خلال جدال ضد سلسلة اعتراضات الكاتب حيوي البلخي على سلطة الكتاب المقدس.

### القسم الرابع: الإرادة الحرة: الطاعة والعصيان
أساس هذا القسم هو نظرية حرية الإرادة وتوافقها مع قدرة الإله المطلقة وعلمه المطلق. في قسمها الافتتاحي يفترض سعديا عقيدة مركزية الإنسان التي تعتبر الإنسان موضوع كل الخليقة؛ وفي ختامه يشرح تحت ثمانية عناوين لمقاطع من الكتاب المقدس والتي قد تسبب الشك فيما يتعلق بحرية أفعال الإنسان. انظر الإرادة الحرة في الفكر اليهودي.